# 薛晖
薛晖（？—563年），河东郡（今山西省运城市）人，西梁官员。

## 生平
薛晖有才能和智谋，身高八尺，形貌非常魁伟，曾经都督西梁的禁卫军，萧詧把魏益德、尹正、薛晖、许孝敬、薛宣作为武将中的得力助手。太清三年（549年）十一月，萧詧派遣薛晖和尹正攻克广平郡，俘虏了杜巘、杜岸以及他们的母亲、妻子儿女，将他们送到襄阳。大统十六年（550年），萧詧投靠西魏，秉承西魏皇帝旨意，就任命薛晖为将军。薛晖很快加大将军，进位柱国，又出任领军将军。天保二年（563年），薛晖去世，朝廷赠予开府仪同三司。薛晖有六个儿子，薛子建和薛子尚出名。